# Jesús Centeno
Jesús Humberto Centeno Bolívar (Maracay, 27 de diciembre de 1985) es un jugador de baloncesto profesional venezolano que actualmente firmó con el equipo venezolano Diablos de Miranda.
Centeno fue un prolífico miembro del equipo juvenil de la selección nacional de baloncesto de Venezuela. Jugó para la selección Sub-19 en el Campeonato Mundial FIBA Sub-19 de 2003, promediando 10,6 puntos y 2,4 asistencias por partido para los venezolanos en el noveno lugar. También compitió por la selección Sub-21 en el Torneo de las Américas 2004. Hizo su debut con la selección mayor en la clasificación para el Campeonato FIBA Américas 2009. Después de que los venezolanos clasificaron, también fue incluido en el equipo que representaría al país en el torneo.